# Grubbsjön, Jämtland
Grubbsjön är en sjö i Strömsunds kommun i Jämtland och ingår i Ångermanälvens huvudavrinningsområde. Sjön har en area på 0,16 kvadratkilometer och ligger 665,1 meter över havet. Sjön avvattnas av vattendraget Särksjöbäcken.

## Delavrinningsområde
Grubbsjön ingår i det delavrinningsområde (720421-142772) som SMHI kallar för Utloppet av Grubbsjön. Medelhöjden är 739 meter över havet och ytan är 2,06 kvadratkilometer. Räknas de 2 avrinningsområdena uppströms in blir den ackumulerade arean 4,28 kvadratkilometer. Särksjöbäcken som avvattnar avrinningsområdet har biflödesordning 3, vilket innebär att vattnet flödar genom totalt 3 vattendrag innan det når havet efter 370 kilometer. Avrinningsområdet består mestadels av skog (59 procent) och kalfjäll (31 procent). Avrinningsområdet har 0,2 kvadratkilometer vattenytor vilket ger det en sjöprocent på 9,7 procent.